# Heliocontia margana
Heliocontia margana är en fjärilsart som beskrevs av Fabricius 1794. Heliocontia margana ingår i släktet Heliocontia och familjen nattflyn. Inga underarter finns listade i Catalogue of Life.